# جوزفين دي ميو
جوزفين دي ميو (بالفرنسية: Joséphine de Meaux)‏ (و. 1977 – م) هي ممثلة من فرنسا. ولدت في بولون-بيانكور.

## التعليم
تعلمت في CNSAD

## روابط خارجية
- جوزفين دي ميو على موقع IMDb (الإنجليزية)
- جوزفين دي ميو على موقع ألو سيني (الفرنسية)
- جوزفين دي ميو على موقع أول موفي (الإنجليزية)
- جوزفين دي ميو على موقع قاعدة بيانات الأفلام السويدية (السويدية)
- جوزفين دي ميو على موقع قاعدة بيانات الفيلم (الإنجليزية)
- جوزفين دي ميو على موقع كينوبويسك (الروسية)